# 肯迪
阿布·优素福·叶尔孤白·本·伊斯哈格·本·萨巴赫·肯迪（阿拉伯语：‎；约801年—873年），中世纪阿拉伯的著名哲学家、自然科学家。欧洲人称之为阿尔金杜斯（拉丁語：Alkindus）。他是亚里士多德学派的主要代表人物之一。他在密码学方面首次发现了频率分析的方法，是现代密码学创始人之一。